# Chris Wood
Christopher Grant Wood, mais conhecido como Chris Wood (Auckland, 7 de dezembro de 1991) é um futebolista neozelandês que atua como centroavante. Atualmente, defende o Nottingham Forest.
Apesar de uma passagem pelo futebol neozelandês, Wood foi revelado ao futebol na Inglaterra, defendendo primeiramente o West Bromwich Albion, mas com maior destaque nos clubes que passou emprestado por este, principalmente Brighton & Hove Albion, Birmingham City e Millwall.

## Carreira

### West Bromwich
Chegou ao clube durante a temporada 2008/09, mas originalmente apenas como jogador da equipe reserva. Nas últimas rodadas do campeonato, chegou a atuar em duas partidas, estreando contra o Portsmouth (2–2) na trigésima segunda rodada e posteriomente mais uma contra o Blackburn Rovers (0–0) na última rodada, mas sem destaque.
Para sua segunda temporada, foi incorporado definitivamente ao elenco principal, participando no total de 23 partidas durante sua primeira época completa pela equipe principal. Wood também marcou seus dois primeiros gols como profissional, nas vitórias sobre Doncaster Rovers (3 x 1) e Huddersfield Town (0–2).
Chegou a iniciar uma terceira temporada no clube, a 2010/11, participando de duas partidas (marcando um gol), mas o West Brom recebeu uma proposta de empréstimo do Barnsley, a qual acabou aceitando e Wood seguiu.

### Série de empréstimos
Sua passagem, entretanto, durou apenas 93 dias, sete partidas e nenhum gol.[carece de fontes?] Não retornou ao clube detentor do seu passe, sendo repassado novamente por empréstimo, agora ao Brighton & Hove Albion.
Com um contrato de empréstimo inicial de apenas três meses, agradando a direção do clube sulista, terminou passando quase sete meses em Brighton & Hove, tendo marcado durante o período nove vezes em suas 31 partidas, os quais foram extremamente importantes para o título da terceira divisão inglesa, seu primeiro como profissional.
Wood iniciou sua quarta temporada na Inglaterra, a 2011/12, no West Brom, mas deixou o mesmo (novamente por empréstimo) um dia antes do início do campeonato para assinar por um mês com o Birmingham City, onde, apesar de rebaixado à segunda divisão na temporada anterior (o clube), disputaria junto ao mesmo a Liga Europa.
Com um início promissor, tendo marcado um dos tentos da vitória sobre o Nacional (3–0) pelos play-offs do torneio europeu, teve seu contrato prolongado até o início do ano seguinte. No decorrer de sua passagem por Birmingham, atuaria em 29 partidas (sendo seis pelo torneio europeu) e marcaria mais dez gols além daquele contra o Nacional (marcou mais um pela Liga Europa, na fase de grupos, contra o Brugge). Retornou ao West Brom quando seu empréstimo terminou, tendo sido relacionado para uma partida, mas sendo novamente emprestado logo em seguida, ao Bristol City.
Com o clube lutando contra o rebaixamento, Wood não conseguiu uma grande quantidade de gols, marcando apenas três vezes em suas dezenove partidas pelo clube, entretanto, de grande importância no luta contra o rebaixamento, pois ambos deram a vitória ao clube.
Assim como na temporada anterior, iniciou a 2012/13 no West Brom, mas terminou em empréstimo. O clube da vez acabou sendo o Millwall, inicialmente com um empréstimo de dois meses. Entretanto, como nas vezes anteriores, com um desempenho que agradou a comissão técnica (dez gols em suas dezoito primeiras partidas),[carece de fontes?] teve seu contrato prolongado.

### Leicester City
Mesmo o presidente do Millwall ter expresso sua intenção de contratar Wood em definitivo na abertura da janela de transferências de janeiro, o West Brom determinou seu retorno ao clube em 27 de dezembro poucos dias antes do término de seu empréstimo ao Millwall e, em seguinda, anunciou sua transferência em definitivo ao Leicester City por 1,5 milhão de libras.
Como a direção do Leicester queria sua presença já na partida contra o Huddersfield Town, ocorrida no primeiro dia de 2013, Wood inicialmente foi inscrito com um contrato de empréstimo de curta duração. A decisão da direção acabou sendo positiva para o clube, tendo Wood marcado os dois primeiros tentos do Leicester na vitória por 6 x 1. Na partida seguinte, já contratado oficialmente, Wood marcou seu primeiro hat-trick (três gols) na vitória sobre o Bristol City por 0–4. Entre as duas partidas, também marcou um na vitória por 2 x 0 sobre o Burton Albion pela Copa da Inglaterra.

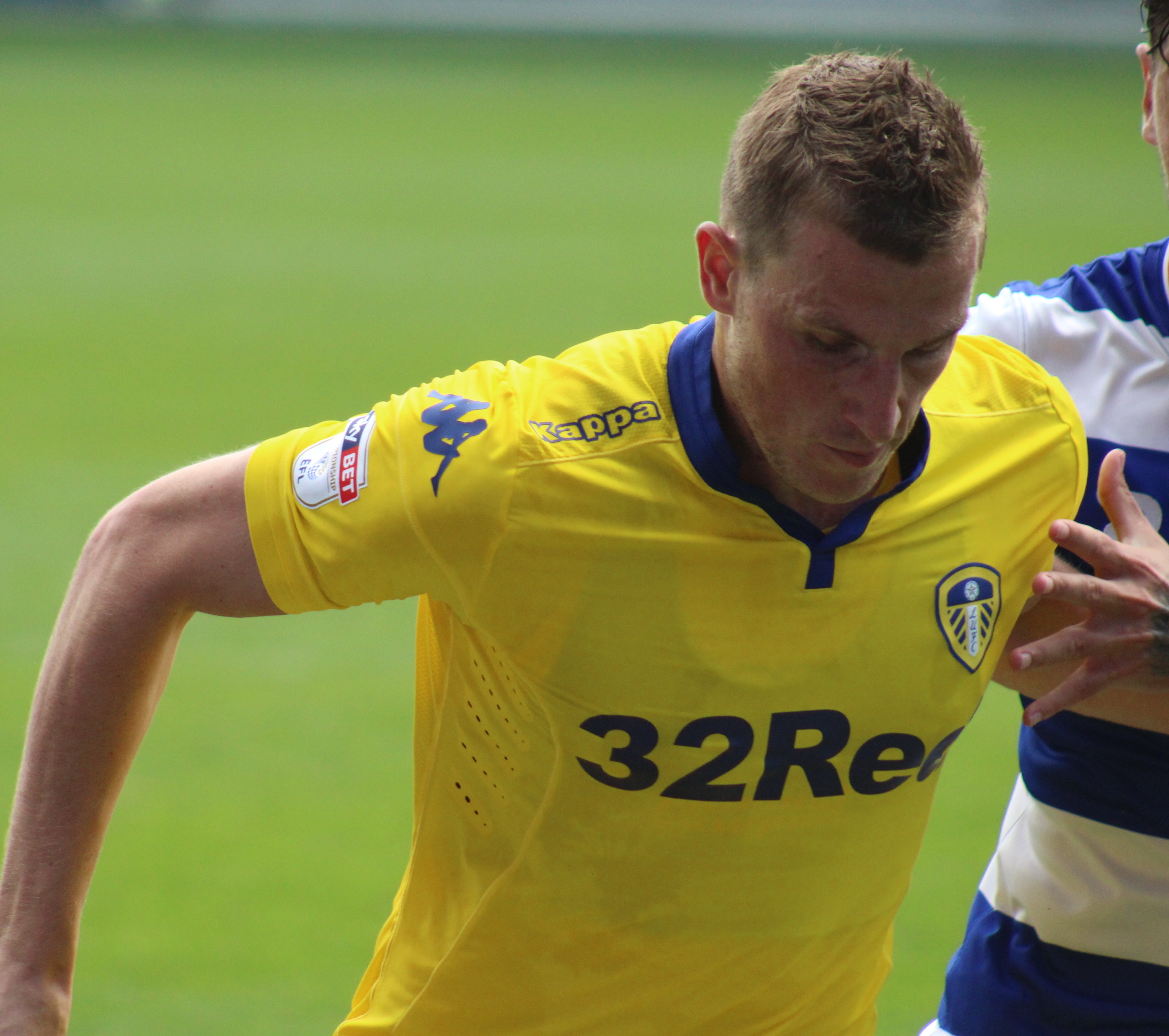
Wood atuando pelo Leeds United em 2016

### Leeds United
Wood foi contratado ao clube inglês Leeds United em 1 de Julho de 2015, por uma taxa não revelada, relatada como estando na faixa de £ 2,5 a 3 milhões, e com um contrato de 4 anos. Como resultado, ele se tornou a contratação mais cara do Leeds desde a chegada de Nick Barmby em agosto de 2002.

### Burnley
Em 21 de Agosto de 2017, O Burnley conseguiu a contratação de Chris Wood por uma taxa de transferência recorde do clube, estimada em cerca de 15 milhões de libras.
Em 25 de Abril de 2021, Wood marcou seu primeiro hat-trick na Premier League, na vitória de 4-0 sobre o Wolverhampton.

### Newcastle United
Em 13 de Janeiro de 2022, foi confirmado sua transferência ao Newcastle United por uma taxa de 25 milhões de libras, assinando um contrato de 2 anos e meio.

### Nottingham Forest
Em 20 de Janeiro de 2023, Wood foi contratado ao Nottingham Forest. O jogador se juntou por empréstimo pelo resto da temporada, com uma "obrigação condicional" de que o contrato se torne permanente até o verão de 2024.
Em 2 de Junho do mesmo ano, o contrato de Wood se tornou permanente na data de abertura da janela de transferências de 2023.
Wood foi nomeado o Jogador do Mês da Premier League em outubro de 2024, como o maior artilheiro da liga no mês, com quatro gols em suas três aparições. Ele se tornou o primeiro jogador do Nottingham Forest e o primeiro neozelandês a ganhar o prêmio. Em 7 de dezembro de 2024, ele se tornou o maior artilheiro do Forest na Premier League, ultrapassando Bryan Roy, ao marcar o gol da vitória por 3-2 sobre o Manchester United. O gol foi o 25º de Wood pelo clube e garantiu a primeira vitória do Forest em Old Trafford desde o triunfo por 2-1 em 17 de dezembro de 1994.
Wood marcou um hat-trick na goleada de 7-0 contra o Brighton, voltando a marcar um desse desde dezembro de 2023, quando marcou seu primeiro triplete pelo Nottingham contra o Newcastle United.

## Seleção Neozelandesa

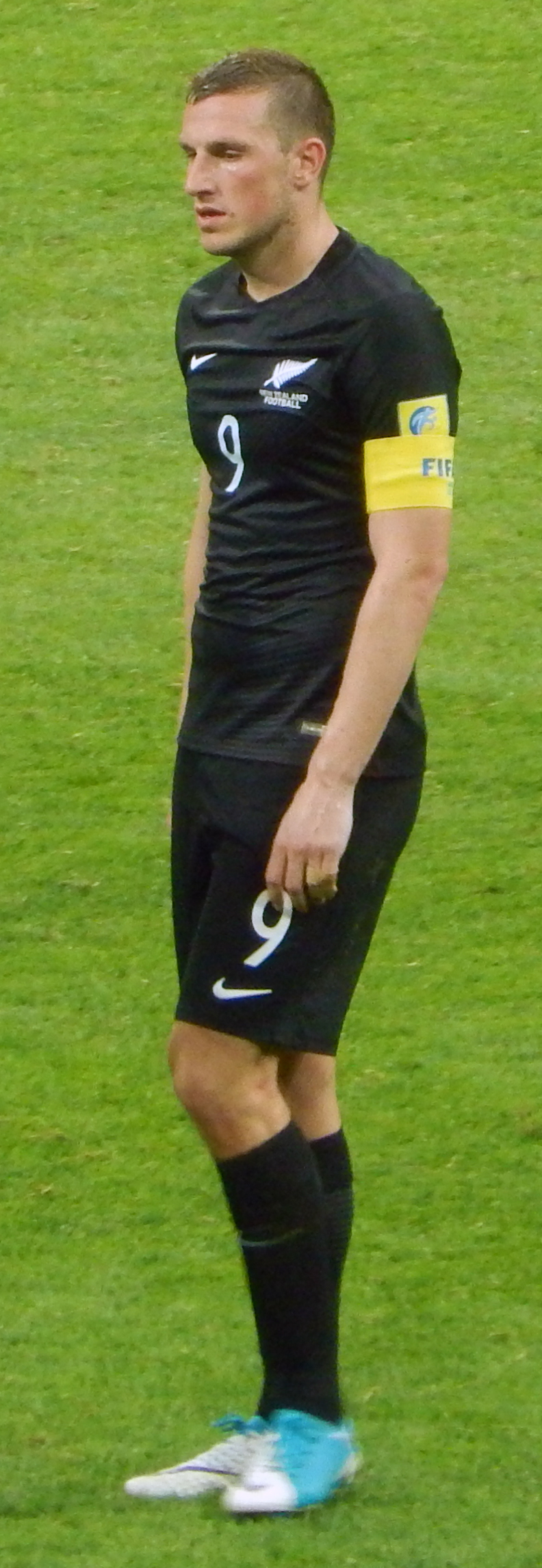
Wood atuando pela Seleção Neozelandesa na Copa das Confederações FIFA de 2017

Tendo disputado três partidas pela categoria sub-17 da Seleção Neozelandesa, todas no mundial da categoria, na edição de 2007, Wood estreou pela equipe principal em 2009, em partida amistosa contra a Tanzânia (vitória, 1 x 2), ocorrida em 3 de junho. Ainda chegaria a disputar mais um amistoso, contra a Itália (derrota, 4 x 3),[carece de fontes?] sete dias depois, antes de seguir com a delegação neozelandesa para a disputa da Copa das Confederações, ocorrida no mesmo mês, para a qual foi convocado antes mesmo de sua estreia pela seleção.
Wood acabou disputando apenas uma das três partidas que sua seleção disputou no torneio, na derrota por 2 x 0 para a África do Sul. Disputaria mais seis partidas pela seleção antes de sua estreia em Copas do Mundo, no ano seguinte à Copa das Confederações. Mesmo tendo participado das três partidas da invicta campanha da Nova Zelândia no torneio (eliminada na primeira fase, mas tendo empatado suas três partidas), as três ocorreram sempre entrando no decorrer do segundo tempo.
Seu primeiro gol ocorreu na partida seguinte ao mundial, contra Honduras (1–1), ocorrida em 9 de outubro do mesmo ano. Os seguintes vieram juntamente com seu principal momento na seleção, durante a disputa da Copa Oceânica de 2012, quando marcou cinco vezes no torneio (terminou como vice-artilheiro, atrás do vice-campeão Jacques Haeko, que marcou um a mais), incluindo seu primeiro hat-trick (três gols) pela seleção, na disputa pelo terceiro lugar, contra as Ilhas Salomão (vitória, 4–3). Em seguida, ainda no mesmo ano, participaria com a seleção dos Jogos Olímpicos, onde marcou o único gol de sua seleção no torneio, no empate em 1 x 1 com o Egito.
Pela Seleção Neozelandesa Sub-23, foi convocado para a disputa das Olimpíadas de Tokyo de 2020.

## Títulos

#### Brighton
- Football League One: 2010–11

#### Leicester City
- EFL Championship: 2013–14

#### Nova Zelândia
- Copa das Nações da OFC: 2016